# Majdan Łukawiecki
Majdan Łukawiecki – przysiółek wsi Łukawiec w gminie Wielkie Oczy. Miejsce urodzenia abpa lwowskiego Mieczysława Mokrzyckiego